# شینتو، گونما
شینتو، گونما (به لاتین: Shintō, Gunma) یک منطقهٔ مسکونی در ژاپن است که در استان گونما واقع شده‌است. شینتو ۲۷٫۹۲ کیلومتر مربع مساحت و ۱۴٬۳۴۳ نفر جمعیت دارد.